# Dvolomnost
Dvolomnost ali dvojna refrakcija je pojav v katerem se pri prehodu skozi nekatere anizotropne snovi, žarek razdeli na dva žarka.  Dvolomnost se pojavlja v vseh anizotropnih mineralih. Tipični anizotropni snovi sta kalcit in borov nitrid. Razklon žarkov je odvisen od polarizacije svetlobe. Kadar ima snov samo eno os anizotropije je dvojni lom posledica razlik v lomnih količnikih za različne polarizacije svetlobe. 
Velikost dvolomnosti je določena z razliko
{\displaystyle \Delta n=n_{e}-n_{o}\,}
kjer je
- {\displaystyle n_{o}\!} lomni količnik za žarek s polarizacijo pravokotno na os anizotropije (redni žarek)
- {\displaystyle n_{e}\!} lomni količnik za žarek s polarizacijo vzporedno z osjo anizotropije (izredni žarek)

## Pregled dvolomnosti nekaterih snovi
Dvolomnost je lastnost snovi, ki imajo več kot eno os anizotropije. Anizotropne snovi imajo lomni količnik {\displaystyle \epsilon \!}, ki je tenzor s tremi lastnimi vrednostmi (tenzor ranga 3).
{\displaystyle \epsilon ={\begin{bmatrix}n_{x}^{2}&0&0\\0&n_{y}^{2}&0\\0&0&n_{z}^{2}\end{bmatrix}}\!}.
Lahko ga opišemo z elipsoidom, ki ga imenujemo elipsoid lomnega količnika ali indikatrisa. 
Enačba, ki opisuje ta elipsoid je:
{\displaystyle {\frac {x^{2}}{n_{x}^{2}}}+{\frac {y^{2}}{n_{y}^{2}}}+{\frac {z^{2}}{n_{z}^{2}}}=1}.
Pri tem pa so {\displaystyle n_{x}\!}, {\displaystyle n_{y}\!} in {\displaystyle n_{z}\!} dani s tenzorjem dielektričnosti, ki ima komponente {\displaystyle \epsilon _{x}\!}, {\displaystyle \epsilon _{y}\!} in {\displaystyle \epsilon _{z}\!} ali
{\displaystyle n_{i}^{2}=\varepsilon _{r_{i}}}
kjer je 
- {\displaystyle \mu _{r}=1\!} permeabilnost (snov ni v magnetnem polju)
- {\displaystyle \varepsilon _{i}=\varepsilon _{0}\varepsilon _{r_{i}}\!}

V posebnem primeru dobimo tudi rotacijski elipsoid (nastane pri vrtenju elipse okoli manjše ali večje polosi, to je sploščeni elipsoid oziroma podolgovati elipsoid), ki ima dve enaki osi, tretja pa je različna. V tem primeru ima snov samo eno optično os (os rotacije), za snov pa pravimo, da je enoosna. Kadar so vse tri osi enake, je snov izotropna in indikatrisa ima obliko krogle. V vseh ostalih primerih (tri različne osi) pa pravimo, da je snov dvoosna.
Obstajajo pa tudi minerali, ki imajo več kot dve optični osi. 

### Enoosne snovi
Enoosne snovi so anizotropni minerali, ki kristalizirajo v tetragonalnem ali heksagonalnem kristalnem sistemu. Imajo samo eno optično os. Lomni količnik zavzame vrednosti med dvema skrajnima vrednostima (označimo ju z {\displaystyle n_{o}\!} in {\displaystyle n_{e}\!}). Kadar je {\displaystyle n_{o}>n_{e}\!},  pravimo, da je mineral optično negativen ali enoosno negativen ( {\displaystyle \Delta n<o\!} ). Kadar pa je {\displaystyle n_{e}>n_{o}\!}, pravimo nasprotno, da je mineral optično pozitiven ali enoosno pozitiven ({\displaystyle \Delta n>o\!}). Absolutna dvolomnost za enoosne minerale je določena kot {\displaystyle |n_{e}-n_{o}|\!} (absolutna vrednost razlike lomnih količnikov).
V spodnjem pregledu je podan lomni količnik za redni in za izredni žarek ter njuna razlika za nekatere enoosne kristale za svetlobo pri 590 nm za nekatere minerale:
| Snov                           | no    | ne    | Δn     |
| ------------------------------ | ----- | ----- | ------ |
| beril Be3Al2(SiO3)6            | 1,602 | 1,557 | -0,045 |
| kalcit CaCO3                   | 1,658 | 1,486 | -0,172 |
| živosrebrni klorid Hg2Cl2      | 1,973 | 2,656 | +0,683 |
| led H2O                        | 1,309 | 1,313 | +0,004 |
| litijev niobat LiNbO3          | 2,272 | 2,187 | -0,085 |
| magnezijev fluorid MgF2        | 1,380 | 1,385 | +0,006 |
| kvarc SiO2                     | 1,544 | 1,553 | +0,009 |
| rubin Al2O3                    | 1,770 | 1,762 | -0,008 |
| rutil TiO2                     | 2,616 | 2,903 | +0,287 |
| peridot (Mg, Fe)2SiO4          | 1,690 | 1,654 | -0,036 |
| safir Al2O3                    | 1,768 | 1,760 | -0,008 |
| natrijev nitrat NaNO3          | 1,587 | 1,336 | -0,251 |
| turmalin (kompleksni silikat ) | 1,669 | 1,638 | -0,031 |
| cirkon, višji ZrSiO4           | 1,960 | 2,015 | +0,055 |
| cirkon, nižji ZrSiO4           | 1,920 | 1,967 | +0,047 |

### Dvoosne snovi
Dvoosne snovi so anizotropni minerali, ki kristalizirajo v triklinskem ali monoklinskem ali ortorombskem kristalnem sistemu.
V naslednjem pregledu je podan lomni količnik za redni in za izredni žarek ter njuna razlika za nekatere dvoosne kristale za svetlobo pri 590 nm za nekatere minerale:
| Snov                    | nα    | nβ    | nγ    |
| ----------------------- | ----- | ----- | ----- |
| boraks                  | 1,447 | 1,469 | 1,472 |
| grenka sol MgSO4•7(H2O) | 1,433 | 1,455 | 1,461 |
| sljuda, biotit          | 1,595 | 1,640 | 1,640 |
| sljuda, muskovit        | 1,563 | 1,596 | 1,601 |
| olivin (Mg, Fe)2SiO4    | 1,640 | 1,660 | 1,680 |
| perovskit CaTiO3        | 2,300 | 2,340 | 2,380 |
| topaz                   | 1,618 | 1,620 | 1,627 |
| uleksit                 | 1,490 | 1,510 | 1,520 |